# 天河伝説殺人事件
『天河伝説殺人事件』（てんかわでんせつさつじんじけん）は内田康夫の長編推理小説。浅見光彦シリーズ第23弾となる作品。

## 出版履歴
- 1988年（昭和63年） 『天河伝説殺人事件』がカドカワノベルズより刊行。
- 1990年（平成2年） 『天河伝説殺人事件』が角川文庫より刊行。
- 1995年（平成7年） 『天河伝説殺人事件』が角川文庫より刊行。
- 2005年（平成17年） 『天河伝説殺人事件』がカドカワ・エンタテインメントより刊行。

## あらすじ
新宿副都心高層ビル群。その路上で一人の男がいきなり、その命を落とした。男は天河神社の五十鈴を所持していた。
そんな事など露も知らず関わりも持たない人たちの日常の中で、浅見秀一（浅見光彦の父）の親友であった三宅が浅見家を訪れた。彼は浅見光彦に「伝統芸能の舞台とモデルとなった史跡を巡る旅」というテーマでルポを執筆してほしいと依頼。同時に雪江を水上家の追善能へと招待する。かねてから光彦の父友として彼の身持ちを案じていた三宅は水上流宗家の令嬢である水上秀美と光彦の縁談を考えていたのである。
しかし雪江と三宅が訪れた追善能で『道成寺』を舞っていた水上和鷹が変死する。それから数日とたたぬうちに吉野で取材をしていた光彦は吉野は初めてだと語る儚げな男性老人と出会う。老人とはその場で別れた光彦だが、その夜に宿で家出した祖父を追って来たという「秀美」と名乗る女性と出会い、彼女と共に老人を追うこととなる。

## 登場人物
浅見光彦（あさみみつひこ）
三宅から頼まれた仕事の最中、吉野山で取材している時に水上和憲と出会う。

### 水上流宗家・水上家
家名の読みは「みずかみけ」であるが流派名としては「すいじょうりゅう」と読む。
水上和憲（みずかみ かずのり）
水上家宗家。
水上和春（みずかみ かずはる）
和憲の息子。故人。6年前に急死した。今回、その事で追善能が開かれる事になった。
水上菜津美（みずかみ なつみ）
和春の妻。
水上和鷹（みずかみ かずたか）
和春の長男。和春と奈津美の間に生まれた子ではなく、付き合っていた女性から生まれた。
水上秀美（みずかみ ひでみ）
和春の長女。本作のヒロイン。

#### 関係者
高崎義則（たかざき よしのり）
分家筋の長老の1人。
竹宮（たけみや）
門弟。
斉藤（さいとう）
門弟。
友井（ともい）
門弟。

### 警察
瀬田（せた）
東京新宿署の刑事。
森本（もりもと）
東京新宿署の刑事。
田中（たなか）
吉野署署長。

### その他
川島孝司（かわしま たかし）
家電メーカーの豊田営業所・所長代理。
川島なみ子（かわしま なみこ）
川島孝司の妻。
川島智春（かわしま ちはる）
長女。
川島隆夫（かわしま たかお）
長男。
森川（もりかわ）
川島孝司の上司、所長。
須佐千代栄（すさ ちよえ）
熊本県の住人。天河神社に魅せられ８度目の訪問。川島智春と親しくなる。
三宅譲典（みやけ じょうすけ）
浅見秀一（光彦の父）の帝大時代からの親友。道楽者で能や謡など芸楽に詳しく評論活動を通じて同業界における「顔」となっている。光彦の探偵の才能を「母親譲り」と評し絶賛しており自らは光彦に対し似たもの同士としての共感を抱いており光彦に優しい。ただ、やたらめったら話が長いために光彦ほか浅見家の面々からは多少疎まれがちの人物。
広田（ひろた）
T大学病院の医師。
岸野（きしの）
K病院の医師。

## 映画
- 1991年に角川春樹製作で映画化された。主演は榎木孝明。

## テレビドラマ

### 1997年版
『浅見光彦シリーズ9・天河伝説殺人事件』は、TBS系の2時間ドラマ「月曜ドラマスペシャル」（毎週月曜日21:00 - 22:54）で1997年10月6日に放送された。
キャスト
- 浅見光彦 - 辰巳琢郎
- 浅見陽一郎 - 村井国夫
- 浅見雪江 - 加藤治子
- 浅見和子- 山本郁子
- 水上和憲 - 鈴木瑞穂
- 水上秀美 - 細川直美
- 水上和鷹 - 若林謙
- 水上菜津美 - 赤座美代子
- 高崎義則 - 藤岡琢也
- 長原敏子 - 岩本多代
- 瀬田刑事 - 左とん平
- 森本刑事 - 遠山俊也
- 気賀沢刑事 - 島崎俊郎
- 小西刑事 - 岸本光正
- 広田医師 - 山野史人
- 福本宮司 - 田山涼成
- 竹宮 - 堀内正美
- 川島孝司 - 笠井一彦

スタッフ
- 脚本 - 石原武龍
- 監督 - 脇田時三
- 製作 - テレパック

### 2008年版
『浅見光彦シリーズ30・浅見伝説三部作最終章・天河伝説殺人事件』は、フジテレビ系の2時間ドラマ「金曜プレステージ」（毎週金曜日21:00 - 22:52）で2008年1月25日に放送された。
キャスト
- 浅見光彦 - 中村俊介
- 水上秀美 - 田中美里
- 水上和憲 - 神山繁
- 水上奈津美 - 山口いづみ
- 水上和鷹/和春 - 東根作寿英
- 竹宮 - 菊池隆志
- 瀬田 - 青山勝
- 気賀沢 - 小林健
- 森本 - 斎藤陽一郎
- 川島孝司 - 永田耕一
- 天河神社宮司 - 石田登星
- 長原敏子 - 黒田福美
- 高崎義則 - 唐十郎
- 浅見陽一郎 - 榎木孝明

スタッフ
- 脚本 - 峯尾基三
- 監督 - 金佑彦
- 音楽 - 渡辺俊幸
- 製作 - 東映

### 2013年版
『浅見光彦シリーズ32・天河伝説殺人事件』は、TBS系の2時間ドラマ「月曜ゴールデン」（毎週月曜日21:00 - 22:54）で2013年2月25日に放送された。
キャスト
- 浅見光彦 - 速水もこみち
- 水上秀美 - 黒川智花
- 長原敏子 - 田中美佐子
- 水上和鷹 - 窪塚俊介
- 水上菜津美 - 伊藤かずえ
- 水上和憲 - 江原真二郎
- 高崎義則 - 篠田三郎

スタッフ
- 脚本 - 林誠人
- 監督 - 村上牧人
- 製作 - テレパック

| TBS系 月曜ドラマスペシャル                | TBS系 月曜ドラマスペシャル                              | TBS系 月曜ドラマスペシャル                            |
| 前番組                                    | 番組名                                                  | 次番組                                                |
| ----------------------------------------- | ------------------------------------------------------- | ----------------------------------------------------- |
| 十津川警部シリーズ 京都しなの21号殺人事件 | 天河伝説殺人事件 （1997年10月6日）                      | 親子弁護士の探偵帖3 恋と罠に落ちて                    |
| フジテレビ系 金曜プレステージ             |                                                         |                                                       |
| 熊野古道殺人事件                          | 浅見伝説三部作最終章 天河伝説殺人事件 （2008年1月25日） | 妻たちからの三行半 〜夫たちの(秘)離婚回避マニュアル〜 |

## ドラマCD
『浅見光彦シリーズ 天河伝説殺人事件』
（2010年11月24日、フロンティアワークス） 内田康夫自身もナレーションで出演している。
キャスト
- 浅見光彦 - 羽多野渉
- 水上秀美 - 生天目仁美
- 川島智春 - 真堂圭
- 瀬田 - 藤原啓治
- 水上和鷹 - 野島健児
- 水上菜津美 - 伊藤美紀
- 高崎義則 - 柴田秀勝
- 浅見雪江 - 谷育子
- ナレーション - 内田康夫